# Рубин, Ирв
Ирвинг Дэвид Рубин (англ. Irving David Rubin, 12 апреля 1945, Монреаль, Квебек — 13 ноября 2002, Лос-Анджелес, Калифорния, США) — американский политический и религиозный деятель, занимавший пост председателя Лиги защиты евреев (JDL) с 1985 по 2002 год. Он покончил жизнь самоубийством в тюрьме, ожидая суда по обвинению в сговоре с целью взрыва частной и государственной собственности.

## Ранние годы и начало деятельности
Рубин родился в Монреале, Квебек. Он, его родители и сестра переехали в Гранада-Хиллз, Калифорния, район Лос-Анджелеса, где проживает много евреев. Он стал гражданином США и служил сержантом в ВВС США. Он был убеждённым сторонником права на хранение и ношение оружия.
В 1978 году Рубин предложил награду в 500 долларов тому, кто ранит или убьёт члена Американской нацистской партии. Обвинённый в подстрекательстве к убийству, он был оправдан в 1981 году.

## Деятельность в Лиге защиты евреев
Рубин стал преемником основателя Лиги защиты евреев раввина Меира Кахане после того, как Кахане переехал в Израиль в 1985 году и сформировал партию Ках, которая в конечном итоге была объявлена израильским правительством вне закона как расистская.
В 1985 году сообщалось, что Рубин сказал о взрыве дома историка и отрицателя Холокоста доктора Джорджа Эшли: «Жаль, что мистера Эшли не взорвали» и «Я аплодирую тем, кто предпринял такие действия. Я думаю, что у этих людей есть праведное место в мире». Умеренные евреи также критиковали его. Роб Эшман, главный редактор Jewish Journal of Greater Los Angeles, прокомментировал: «В солнечной системе еврейской жизни Ирв Рубин — это Плутон», и заявил: «Здесь, в Лос-Анджелесе, Рубина уже много лет выпровождают из гораздо большего числа еврейских мероприятий, чем его когда-либо приглашали».
В 1985 году Алекс Оде, местный председатель пропалестинского Американо-арабского антидискриминационного комитета (ADC), был убит взрывом бомбы, когда открывал дверь в свой офис в Санта-Ане, штат Калифорния. Рубина заподозрили, и он ещё больше разозлил своих оппонентов, заявив, что «Оде получил то, что заслужил». Однако Лига защиты евреев настаивает на том, что нападение было совершено другими лицами. ФБР не смогло доказать свои первоначальные обвинения. Преступление остаётся нераскрытым. Расследование в отношении Рубина возглавила специальный агент ФБР Мэри Хоган, та самая агент, которая подписала письменные показания, обвиняющие Рубина в планировании уничтожения государственной собственности и других целей в 2001 году.
До вступления в Либертарианскую партию в 2000 году Ирв Рубин был активным республиканцем и служил помощником на Национальном съезде Республиканской партии 1964 года, на котором Барри Голдуотер был выдвинут кандидатом на пост президента.
Присоединение Рубина к Либертарианской партии было встречено многими членами с шоком из-за обвинений в терроризме как Лиги защиты евреев, так и самого Рубина. Членство требует обязательства не «применять силу». В июне 2001 года Рубин дал понять, что он рассматривает возможность баллотироваться на пост губернатора Калифорнии по списку либертарианцев, что возобновило разногласия среди либертарианцев.
Ирв Рубин регулярно посещал митинги, проводимые Ку-клукс-кланом и «Арийскими нациями», пытаясь сорвать их. Ему регулярно помогали некоторые из его последователей. Во время гражданского иска, возбуждённого правозащитной организацией SPLC против основателя и пастора «Арийских наций» Ричарда Батлера, проходившего в Кёр-д’Ален, штат Айдахо, в 2000 году, Рубин оставался там как минимум 4 дня, дежуря во время разбирательства. Он часто выступал против Батлера и его последователей, которые также оставались здесь, следя за разбирательством.

## Появления на телевидении
За свою жизнь Рубин несколько раз появлялся на телевидении. К ним относятся оживлённые дебаты на передаче «Перекрёстный огонь» с чёрным националистом Стивом Коукли в 1988 году, состоявшиеся вскоре после скандальной лекции, которую прочитал Кокли — в ней он заявил о своей убеждённости в том, что еврейские врачи прививают чернокожим детям вирус ВИЧ, появившись в документальном фильме канала History Channel «Нацистская Америка: Тайная история» и появление 22 октября 1997 года на шоу Джерри Спрингера, в котором он и его телохранители дрались с членами Ку-клукс-клана после того, как он напал на члена ККК, который издевался над ним, сняв с него капюшон, чтобы обнажить ермолку. Один из самых знаменитых дебатов Рубина состоялся с Клансманом и основателем Белого арийского сопротивления Томом Мецгером в программе Hot Seat с Уолли Джорджем на канале KDOC 56. Дебаты были прерваны после того, как Рубин вылил чашку воды в лицо Мецгеру. Вмешалась охрана и была вызвана полиция.

## Организованная преступность
ФБР подозревало Рубина в рэкете против рэперов Лос-Анджелеса, включая Тупака Шакура и Eazy-E, в угрозах, а затем в предложении защитить рэперов. Он участвовал в крупной автомобильной краже по всей стране, когда новые Honda Accord угоняли из портов на восточном побережье, перегоняли через всю страну и продавали за 12 000 долларов. Несколько соратников Рубина были замешаны в операции ФБР под названием «Операция Стоу Биз», касавшейся вымогательства у транспортных компаний.

## Обвинения в заговоре (2001)
12 декабря 2001 года Рубину и Эрлу Крюгелю, члену Лиги защиты евреев, было предъявлено обвинение в заговоре с целью взрыва частной и государственной собственности. Предположительно Рубин и Крюгель были пойманы при планировании взрывов мечети короля Фахда в Калвер-Сити, штат Калифорния, и офиса члена Палаты представителей США Даррелла Иссы (республиканец от Калифорнии), христианина ливанского и чешского происхождения. Они были арестованы в рамках спецоперации после того, как информатор ФБР по имени Дэнни Гиллис доставил взрывчатку в дом Кругеля в Лос-Анджелесе.
Лига защиты евреев утверждает, что Дэнни Гиллис заключил сделку с ФБР с целью нейтрализовать Лигу защиты евреев путём проникновения в организацию и предъявления уголовных обвинений её руководству. Однако, по данным «Еврейского журнала Лос-Анджелеса», Гиллис был бывшим членом Лиги, присоединившимся к организации из-за конфликтов с белыми скинхедами. По словам журналиста Дэвида Шина, Рубин через своего адвоката Марка Верксмана предложил одному из недовольных сообщников Рубина «Моше V» 50 000 долларов за убийство Гиллиса.
4 февраля 2003 года Эрл Кругель, первый лейтенант Рубина, признал себя виновным по обвинениям в сговоре. Позднее это заявление было отозвано председательствующим судьёй, и ему были предъявлены обвинения в дополнительных преступлениях, за которые в случае признания виновным грозило 55-летнее заключение в федеральной тюрьме. Сделка о признании вины, очевидно, была возобновлена в конце сентября 2005 года, и 62-летний Кругель был приговорён к 20 годам тюремного заключения после того, как первоначальное соглашение о признании вины, основанное на раскрытии им имён участников заговора с взрывом Алекса Оде, было отозвано. 4 ноября 2005 года он был убит после перевода в федеральную тюрьму Финикса. Другой заключённый ударил Кругеля сзади цементным блоком по голове.

## Смерть в тюрьме
В ноябре 2002 года, находясь в заключении в столичном центре заключения в Лос-Анджелесе в ожидании суда, Рубин якобы перерезал себе горло, а затем спрыгнул с балкона высотой 18–20 футов (5,5–6 метров). Накануне он угрожал самоубийством. Травмы в результате падения привели к его смерти в больнице общего профиля округа Лос-Анджелес несколько дней спустя.
Жена Рубина потребовала расследования. Адвокат защиты Марк Верксман заявил, что Рубин несколько месяцев находился в унынии, потеряв 40 фунтов (18 килограммов), и что давление предстоящего суда «возможно, довело его до крайности». Семья Рубинов подала иск против правительства о неправомерной смерти.